# Verniolle
Verniolle település Franciaországban, Ariège megyében. Lakosainak száma 2381 fő (2022. január 1.). Verniolle Coussa, Pamiers, Les Pujols, Saint-Jean-du-Falga, La Tour-du-Crieu és Varilhes községekkel határos.

## Népesség
A település népessége az elmúlt években az alábbi módon változott:
| Lakosok száma | 1142 | 1540 | 1836 | 2199 | 2384 | 2335 | 2288 | 2252 | 2295 | 2381 |
|               | 1968 | 1982 | 1990 | 2006 | 2013 | 2015 | 2017 | 2019 | 2020 | 2022 |